# Kraj Stavropol
De kraj Stavropol (Russisch: Ставропольский край; Stavropolski kraj) is een kraj in de Russische Federatie. De hoofdstad is Stavropol.
De kraj ligt nabij de Kaukasus en grenst aan verscheidene kleine Kaukasusrepublieken, waaronder Tsjetsjenië.
In de middeleeuwen voerden talrijke handelsroutes door deze regio. De economie van de regio drijft vooral op landbouw, industrie (machinebouw en levensmiddelenindustrie) en toerisme. De kraj beschikt over vele kuuroorden waar vaak ook mineraalwater wordt gewonnen. Het bekendste kuuroord is Kislovodsk. De regio maakt onderdeel uit van de Russische wijnbouw. Voorts liggen in deze regio ook een aantal belangrijke pijpleidingen waarmee olie uit het zuiden van Rusland wordt getransporteerd.
De bevolking bestaat net als in de buurkraj Krasnodar overwegend uit Russen. Tussen 1991 tot 1995 kwamen ongeveer 775.000 terugkerende Russen uit Centraal-Azië en de Zuidelijke Kaukasus alsook veel Russen uit andere delen van Rusland naar deze kraj, de kraj Krasnodar en de oblast Rostov, aangezien deze gebieden een zeer mild klimaat kennen en er een tekort was aan mensen door de demografische crisis, die deze gebieden overigens later troffen dan de rest van Rusland. In die tijd kwamen ook veel Armenen naar het gebied, die waren gevlucht voor de pogroms in Soemgait en Bakoe, het Nagorno Karabachconflict en de verslechterde economische situatie in Armenië na de grote aardbeving van 1988.
Het district Toerkmenski in het noordoosten van de kraj omvat als enige een meerderheid van Turkmenen, de enige plek in Europa waar zij in groten getale wonen. Het gaat hier om een groep die hier in de 17e eeuw vanuit het Turkmeense deel van Centraal-Azië naartoe migreerde.

## Districten
Kraj Stavropol is naast de acht stedelijke districten Georgiejevsk (G), Jessentoeki (J), Kislovodsk (K), Lermontov (L), Nevinnomyssk (N), Pjatigorsk (P), Stavropol (S) en Zjeleznovodsk (Z) onderverdeeld in 26 districten:
- Aleksandrovski
- Andropovski
- Apanasenkovski
- Arzgirski
- Blagodarnenski
- Boedjonnovski
- Georgiejevski
- Gratsjovski
- Ipatovski
- Izobilnenski
- Kirovski
- Koerski
- Kotsjoebejevski
- Krasnogvardejski
- Levokoemski
- Mineralovodski
- Neftekoemski
- Novoaleksandrovski
- Novoselitski
- Petrovski
- Predgorni
- Sjpakovski
- Sovetski
- Stepnovski
- Toerkmenski
- Troenovski